# Rudolf Kügler
Rudolf Kügler (* 27. September 1921 in Berlin; † 8. Oktober 2013 in Berlin-Frohnau) war ein deutscher Maler und Grafiker. Er war ein wichtiger Vertreter der deutschen Abstrakten Kunst nach dem Zweiten Weltkrieg.

## Leben und Werk

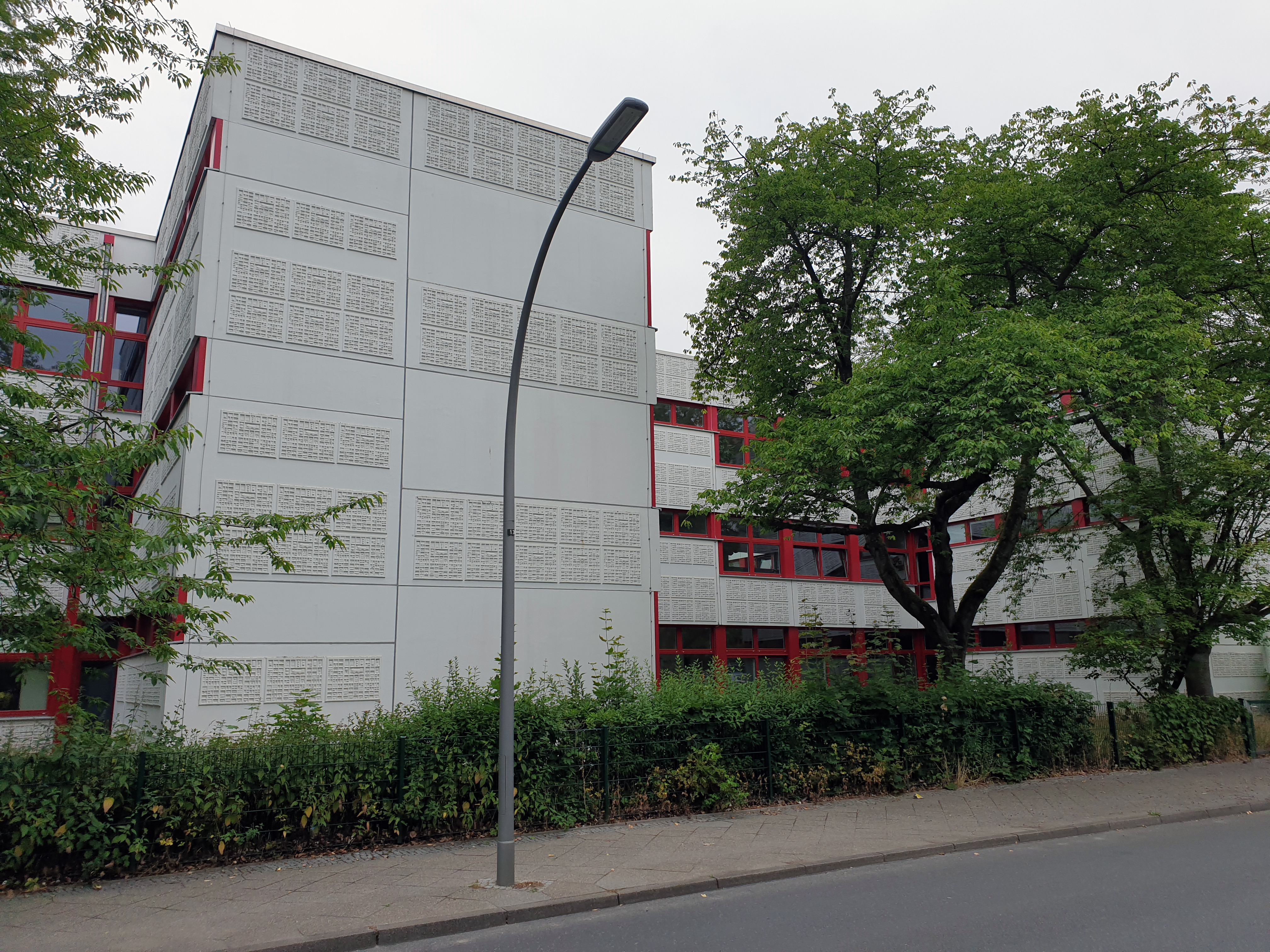
Relief an der Nahariya-Grundschule, in Berlin-Lichtenrade

Rudolf Kügler studierte 1946/47 an der Hochschule für Angewandte Kunst in Berlin-Weißensee bei Hans Speidel, anschließend bis 1954 an der Hochschule für bildende Künste in Berlin bei Professor Max Kaus. Er schloss das Studium als Meisterschüler ab. 1950 siedelte er vom Ost- in den Westteil Berlins über. Er wurde Stipendiat der Studienstiftung des deutschen Volkes. Er unternahm zahlreiche Studienreisen nach Spanien, Marokko, Ägypten, Griechenland und Norwegen, neben längeren Aufenthalten in Paris und Rom. 1956 wurde Rudolf Kügler zum Professor an die Hochschule für Bildende Künste Berlin berufen, zunächst für die Email-Klasse. Dann übernahm er die Klasse für freie Malerei. Neben der Lehrtätigkeit mehrere architektonische Projekte und Wandgestaltungen.
Außer Zeichnungen, Malerei und großformatigen Emailarbeiten arbeitete er Aquarelle, Siebdruck sowie Skulptur und Collage. Mit seinem abstrakten grafischen Werk nahm er noch in den 1950er Jahren an zahlreichen internationalen Ausstellungen teil, 1959 an der Documenta 2 in Kassel. Wichtig war dem Sohn eines Tischlers auch das Arbeiten mit dem Material Holz. Ob Holzreste aus einer nahegelegenen Schreinerei, ob Treibgut vom Mittelmeerstrand, aber auch dickbepappte kleistertriefende Plakatwände in Berlin, Madrid, München oder Palma, führten zu immer neuen Arbeitsansätzen. Seine Collagen abstrakter, oft dreidimensionaler Tempelanlagen trugen ihm den Ruf als „Meister der Collage“ (Heidelberger H.S. Galerie) ein.
Nach seiner Emeritierung 1986 bereitete er die Publikation seiner Zeichnungen und Arbeiten auf Papier 1950–1990 mit Reiseerinnerungen und Texten vor und arbeitete an einem vielbändigen Werk-Verzeichnis. Seine Arbeiten befinden sich in öffentlichen und privaten Sammlungen, in der Sammlung Gernot Ernst, Krohne Kunstsammlung Duisburg, Berlinische Galerie, Museum Ludwig Köln.
Rudolf Kügler war Mitglied im Deutschen Künstlerbund. Er lebte als freischaffender Künstler in Berlin.

## Preise und Auszeichnungen
- 1952: Preis „Dankspende des deutschen Volkes“
- 1954: Preis „Wettbewerb Stahl und Eisen“
- 1954: Preis der „Freunde der bildenden Kunst“, Berlin
- 1959: „Kunstpreis der Böttcherstraße“, Bremen
- 1961: „Bayerischer Staatspreis“ (Goldmedaille)

## Ausstellungen

### Gruppenausstellungen
- 1950: Berliner Künstler, Bonn
- 1950: „Berliner Neue Gruppe“, Kunstverein Hannover
- 1953: „German Graphics of the 20th Century“, Reykjavík
- 1953: Exposition Internationale des Academies des Beaux Arts, Mailand
- 1954: „Berliner Neue Gruppe“, Kunstverein Hannover
- 1954: Recent German Graphic Arts, Dublin
- 1954: Arte Alemán Actual, Mexiko-Stadt
- 1954: Recent German Graphic Art, Neuseeland
- 1955: III. Biennale, São Paulo
- 1955: Grafika i Crtezi, Jugoslawien
- 1955: Gagdas alman Desen ve Grafik, Türkei
- 1956: Giovani Pittori, Galleria Nazionale d’Arte Moderna, Rom
- 1956: Recent German Graphic Art, Australien
- 1956: Tysk Grafik i Dag, Schweden
- 1957: Deutsche Druckgrafik, Japan
- 1957: Biennale 57, Paris
- 1957: I. Biennale Internationale de Gravure, Tokio
- 1957: Recent German Graphic Art, Pakistan
- 1958: Jeunes peintres d’Allemagne, Kunstmuseum Luzern
- 1958: German Graphic Art, Korea
- 1958: Neue deutsche Grafik, Grenchen (Schweiz)
- 1959: „documenta 2“, Kassel
- 1959: Berliner Künstler der Gegenwart, Beethovenhalle Bonn
- 1960: Artistas Berlineses Contemporáneos, Madrid
- 1960: German Art of Today, Rangoon
- 1960: Contemporary Prints from Germany, Oregon (USA)
- 1960: Berlin-Centre of Artistic Freedom, Recklinghausen, Wien, Berlin
- 1961: II. Internationale Triennale für farbige Grafik, Grenchen (Schweiz)
- 1961: IV. Exposition Internationale de la Gravure, Ljubljana
- 1962: The 30th Exhibition of the Japan Prints, Tokio
- 1962: Bemalte Postkarten und Briefe deutscher Künstler, Altonaer Museum Hamburg
- 1963: Arte Gráfico Alemán de Hoy, Lateinamerika
- 1970: V. Internationale Triennale, Grenchen (Schweiz)
- 1984: City Museum Kobe (Japan)

### Einzelausstellungen (Auswahl)
- 1952: Kunstverein Hamburg (gemeinsam mit Dietmar Lemcke)
- 1956: Kunstkabinett Dr. Hanna Griesebach. Heidelberg
- 1957: Leopold-Hoesch-Museum, Düren
- 1958: Kunstverein Kassel
- 1958: Klingenmuseum, Solingen
- 1959: Kunstkabinett Neuburger, Duisburg
- 1960: Landesmuseum Oldenburg
- 1962: Carus Gallery, New York
- 1962: Städtische Galerie Schloss Oberhausen
- 1962: Deutscher Kunstrat: Kulturinstitute in Kairo, Alexandria, Kabul, Damaskus, Aleppo, Lattaquie, Homs
- 1963: Goethe-Institut, New York
- 1963: Kunstkabinett Neuburger, Duisburg
- 1965: Gallery Enrique M. Velasco, Pasay City (Philippinen)
- 1965: Haus am Lützowplatz, Berlin, Katalog.
- 1966: Kunstkabinett Trojanski, Düsseldorf
- 1971: Kunstkabinett Trojanski, Düsseldorf
- 1982: Modern art galerie, Königswinter
- 1985: Galería Es Molí, Ibiza
- 1992: Haus am Lützowplatz, Berlin, Werkausstellung 1950–1992
- 2021: Bellemur Art Project, Ibiza